# Barbus calidus
Barbus calidus là một ray-finned fish species trong họ Cyprinidae.